# Benjamin Ferencz

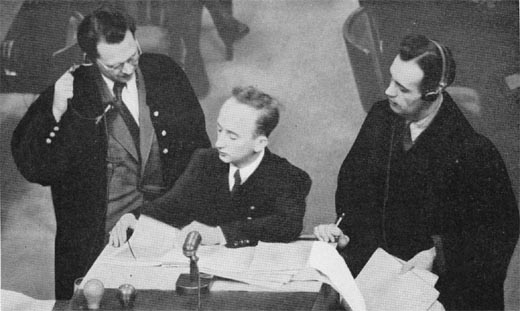
Benjamin Ferencz (mitten) under Einsatzgruppenrättegången, 1947 eller 1948.

Benjamin Berell "Ben" Ferencz, född 11 mars 1920 i Șomcuta Mare i Maramureș i nuvarande Rumänien, död 7 april 2023 i Boynton Beach i Palm Beach County, Florida, var en amerikansk jurist av ungersk härkomst som tjänstgjorde som chefsåklagare vid Einsatzgruppenrättegången, en av de många Nürnbergrättegångarna.

## Biografi
Ferencz föddes i en ungersk-judisk familj i Transsylvanien, Rumänien 1920. Vid tio månaders ålder flyttade hans föräldrar till USA, där de bosatte sig på Manhattan i New York. Ferencz avlade juristexamen vid Harvard Law School 1943. Han deltog sedan i USA:s armé under andra världskriget; bland annat vid landstigningen i Normandie som menig vid en artilleribataljon under general George S. Patton, och därefter i flera militära fälttåg fram till krigsslutet i maj 1945. Ferencz tjänstgjorde i armén fram till december 1945, då han entledigades. Under sin tid i Tyskland och Polen fick han själv se läger som Buchenwald, Mauthausen, och Dachau. Flera rättegångar förbereddes mot bland annat Hermann Göring och andra nazistiska ledare under den amerikanske åklagaren Robert H. Jackson, som var tjänstledig från sitt arbete som domare i USA:s högsta domstol.
General Telford Taylor utsågs som ansvarig för ytterligare 12 rättegångar, och Ferencz sändes av denne till Berlin tillsammans med 50 handläggare för att gå igenom arkiv. De fann överväldigande bevis för folkmord begångna av tyska läkare, advokater, domare, generaler, företagsledare och andra som hade ledande roller i utrotningen av judar, romer, homosexuella, påstådda kommunister och intellektuella från Sovjetunionen. Ferencz tjänstgjorde sedan som chefsåklagare i Einsatzgruppenrättegången, en rättegång som betecknats som den största mordrättegången någonsin. Rättegången hölls 1947–1948 och var en av de många Nürnbergrättegångarna. 22 personer åtalades och 14 av dem dömdes till döden.
Efter Einsatzgruppenrättegången återvände Ferencz till USA och arbetade som advokat i 13 år. Erfarenheterna från rättegångarna i Tyskland gjorde ett djupt intryck på honom, och han skrev flera böcker om behovet av en permanent internationell domstol för bl.a. brott mot mänskligheten och krigsbrott. När sedan Internationella brottmålsdomstolen (ICC) etablerades 2002 och USA vägrade att ratificera Romstadgan och därtill slöt ett antal bilaterala överenskommelser med andra länder för att se till att amerikanska medborgare inte kan dömas i ICC, var Ferencz mycket kritisk; han menar att USA bör acceptera ICC och medföljande juridiska konsekvenser, då han anser att alla måste vara lika inför internationell lag.